# MUSIX (TBSラジオ)
『MUSIX』（ミュージクス）は、TBSラジオで2020年10月5日から2024年4月1日まで放送されていたラジオの音楽番組である。放送時間は毎週月曜 4:00 - 5:00。パーソナリティは幸坂理加。

## 概要
4年間放送された『オーディナリーミュージック』の後番組。
元秋田放送アナウンサーで、同年9月までTBSの『ACTION』を担当した幸坂がナビゲートを担当し、1980年代 - 2000年代のニューミュージック・J-POPを中心に、その世代を生きたリスナーの記憶の残るような楽曲やアーティストを紹介する。2021年4月放送分からは、演歌も流すようになった。
選曲の傾向として、TBS系のテレビ番組で使用された曲が流れることが多かった。
なお幸坂は2021年6月に第1子を出産しているが、この前後は先行して複数回分の放送を録音することで、代役を立てずに放送された。
2024年4月1日放送をもって、3年半にわたる放送が終了した。

### 主なコーナー
- MUSIXセレクション - ひとつの選曲テーマにそってセレクトした楽曲を届ける。番組開始から2022年3月までは、カテゴリー1とカテゴリー2の2部構成となっていた。TBS系ドラマ、映画の主題歌の特集が組まれることも多く、2部構成の頃はドラマの劇伴を流していたこともあった。
- さきどりスタンダード - 2022年4月にスタートした番組後半のコーナー。未来のスタンダードになりそうな新曲を紹介する。演歌・歌謡曲が中心。日によって事前収録によるアーティストからのメッセージ、もしくは幸坂とゲストアーティストの対談が流れることもあった。

## ネット局
全て毎週月曜 4:00 - 5:00の同時放送。
なお、局によってはメンテナンス時間延長のため放送を休止することがあった。また、TBSラジオが休止する場合は各ネット局への裏送りとなった。

### 番組終了時点
| 放送対象地域   | 放送局名                      | 放送期間                     | 備考   |
| -------------- | ----------------------------- | ---------------------------- | ------ |
| 関東広域圏     | TBSラジオ                     | 2020年10月4日 - 2024年4月1日 | 制作局 |
| 青森県         | 青森放送（RAB）               | 2020年10月4日 - 2024年4月1日 | [ 8 ]  |
| 岩手県         | IBC岩手放送（IBC）            | 2020年10月4日 - 2024年4月1日 | [ 8 ]  |
| 山形県         | 山形放送（YBC）               | 2020年10月4日 - 2024年4月1日 |        |
| 徳島県         | 四国放送（JRT）               | 2020年10月4日 - 2024年4月1日 |        |
| 長崎県・佐賀県 | 長崎放送（NBC） NBCラジオ佐賀 | 2020年10月4日 - 2024年4月1日 |        |
| 沖縄県         | 琉球放送（RBC）               | 2020年10月4日 - 2024年4月1日 |        |

### 過去
| 放送対象地域 | 放送局名          | 放送期間                      | 備考   |
| ------------ | ----------------- | ----------------------------- | ------ |
| 静岡県       | 静岡放送（SBS）   | 2020年10月4日 - 2021年3月29日 | [ 9 ]  |
| 山梨県       | 山梨放送（YBS）   | 2020年10月4日 - 2021年3月29日 | [ 10 ] |
| 香川県       | 西日本放送（RNC） | 2020年10月4日 - 2021年3月29日 | [ 10 ] |
| 愛媛県       | 南海放送（RNB）   | 2020年10月4日 - 2021年3月29日 | [ 10 ] |
| 秋田県       | 秋田放送（ABS）   | 2020年10月4日 - 2022年3月28日 | [ 10 ] |
| 山口県       | 山口放送（KRY）   | 2020年10月4日 - 2022年3月28日 | [ 11 ] |
| 福井県       | 福井放送（FBC）   | 2020年10月4日 - 2022年9月19日 | [ 10 ] |
| 石川県       | 北陸放送（MRO）   | 2020年10月4日 - 2022年9月26日 | [ 10 ] |
| 大分県       | 大分放送（OBS）   | 2020年10月4日 - 2023年3月27日 | [ 10 ] |
| 北海道       | 北海道放送（HBC） | 2021年3月29日 - 2023年9月17日 | [ 12 ] |
| 鹿児島県     | 南日本放送（MBC） | 2020年10月4日 - 2023年9月24日 | [ 10 ] |

## 前後番組
| TBSラジオ / JRN系列 月曜4:00 - 5:00（日曜深夜） | TBSラジオ / JRN系列 月曜4:00 - 5:00（日曜深夜） | TBSラジオ / JRN系列 月曜4:00 - 5:00（日曜深夜） |
| 前番組                                          | 番組名                                          | 次番組                                          |
| ----------------------------------------------- | ----------------------------------------------- | ----------------------------------------------- |
| オーディナリーミュージック                      | MUSIX                                           | にゅーとぴ♪                                     |

| スタブアイコン | サブスタブ | この項目は、まだ閲覧者の調べものの参照としては役立たない、ラジオ番組に関連した書きかけの項目です。この項目を加筆・訂正などしてくださる協力者を求めています（P:ラジオ/PJ:放送番組）。 |